# Ga Ganam
Ga Ganam (Tiếng Hàn: 가남역, Hanja: 加南驛) là ga đường sắt trên Tuyến Jungbu Naeryuk nằm ở Ganam-eup, Yeoju-si, Gyeonggi-do, Hàn Quốc.

## Lịch sử
- 17 tháng 11 năm 2021: Thông báo bảng cự ly đường sắt [1]
- 31 tháng 12 năm 2021: Bắt đầu kinh doanh khai trương

## Bố trí ga
| ↑ Bubal           |
| １２ \|           |
| GamgokJanghowon ↓ |

| １ | Tuyến Jungbu Naeryuk | KTX | ← Hướng đi Bubal · Pangyo              |
| ２ | Tuyến Jungbu Naeryuk | KTX | → Hướng đi GamgokJanghowon · Chungju → |